# 呉猛
呉 猛（ご もう、ウー・モン、1985年1月22日 - ）は、中華人民共和国出身の元プロ野球選手（投手）。左投左打。NPBでは育成選手であった。

## 来歴・人物
左のサイドスローという変則系投手。2005年、福建省棒球隊に派遣され、全国運動会に出場。成績は6試合、21.1回、自責点7、防御率2.95。
2006年、読売ジャイアンツに育成選手として所属。同年オフ、北京タイガース復帰のため、自由契約選手として公示された。北京復帰後は思うような成績が残せず、2009年限りで現役引退した。

## 詳細情報

### 年度別投手成績
- 一軍公式戦出場なし

### 背番号
- 105 （2006年）
- 43（2007年 - 2009年）